# كلايف دوسيه
كلايف دوسيه (بالإنجليزية: Clive Doucet)‏ (1946، لندن في المملكة المتحدة)؛ شاعر، سياسي وروائي كندي.